# Oyashio (corrente oceanica)

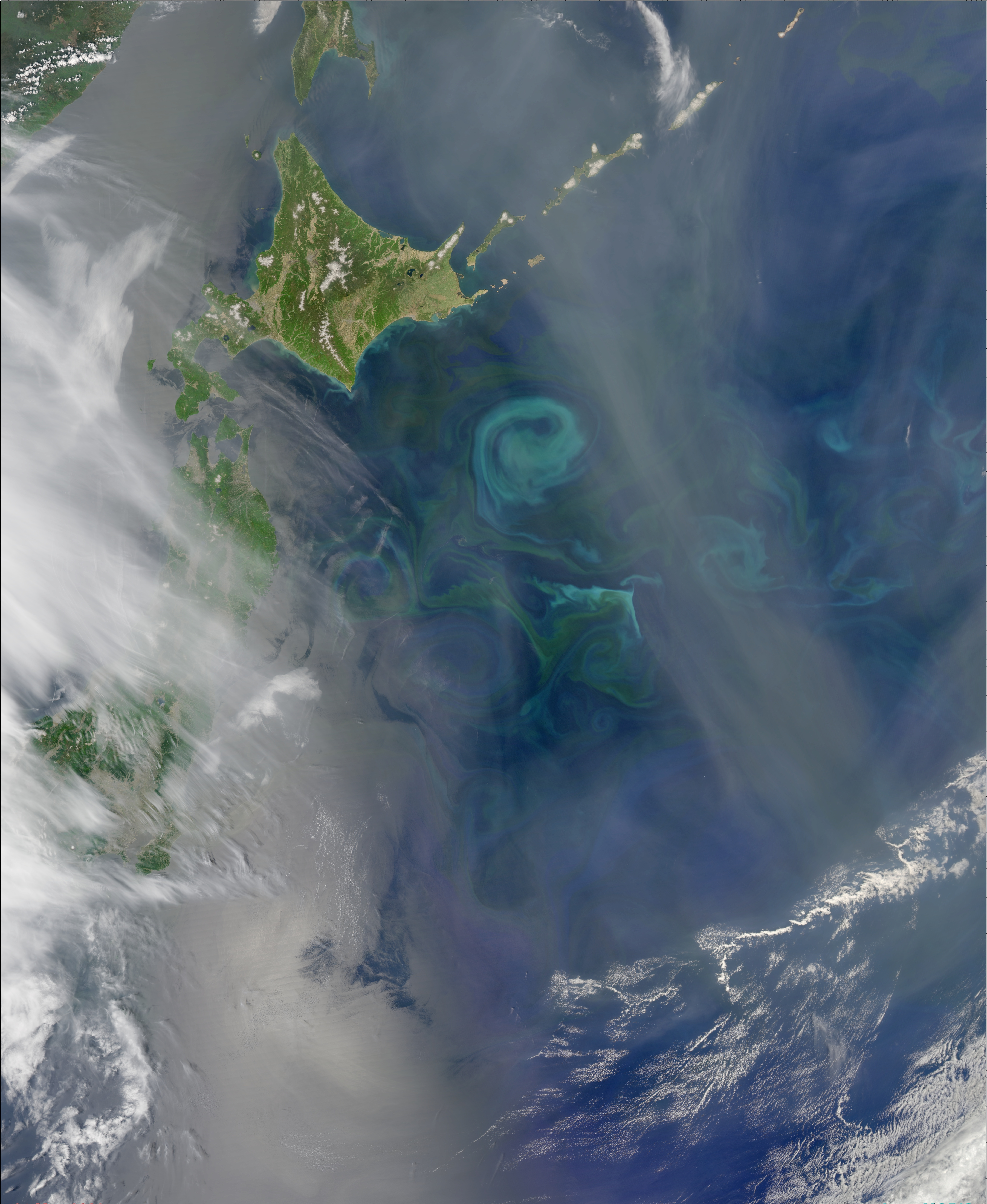
La Oyashio collide con la Kuroshio vicino alla costa di Hokkaidō. Quando due correnti si scontrano si ha la formazione di vortici; il fitoplancton presente sulla superficie dell'acqua si concentra quindi sui bordi di tali vortici dando la possibilità di tracciare il movimento delle acque.

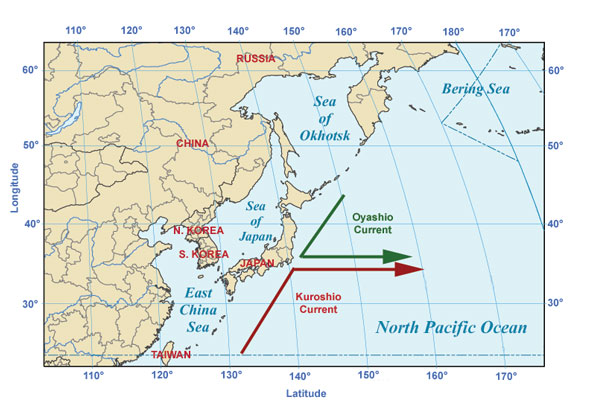
Schematizzazione dello scontro tra la Oyashio e la Kuroshio al largo della costa orientale giapponese.

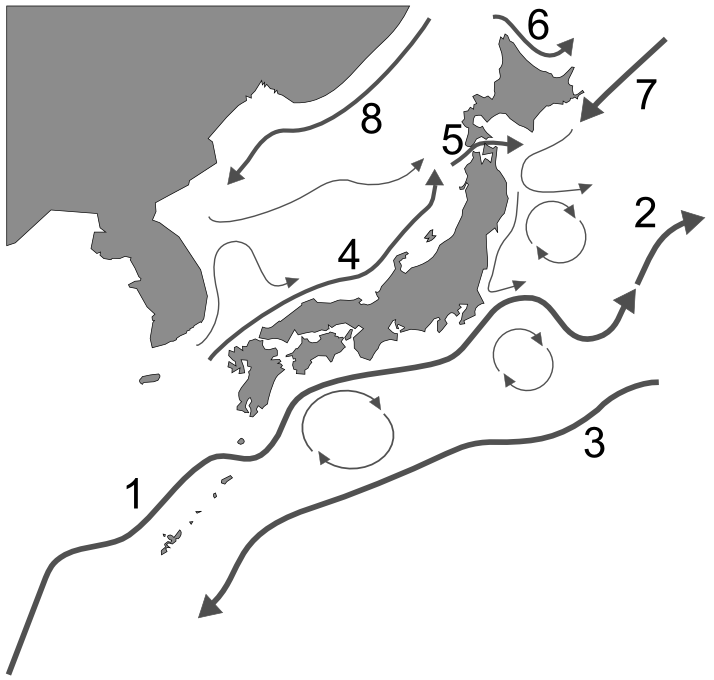
Le correnti oceaniche che circondano l'arcipelago giapponese: 1.Kuroshio 2. Estensione della Kuroshio 3. Controcorrente Kuroshio 4. Corrente Tsushima 5. Corrente Tsugaru 6. Corrente Sōya 7. Oyashio 8. Corrente Liman

La Oyashio (親潮? "Corrente genitoriale"), conosciuta anche come Oya Siwo, Okhotsk o Corrente delle Curili, è una fredda corrente oceanica subartica che fluisce verso sud e ruota in senso antiorario nella regione occidentale dell'oceano Pacifico settentrionale. Le masse d'acqua fredda della Oyashio hanno origine nel Mar Glaciale Artico e fluiscono verso sud passando per il mare di Bering, scorrendo attraverso lo stretto di Bering e arrivando quindi nell'oceano Pacifico e nel mare di Ochotsk. Qui, al largo della costa orientale del Giappone, la corrente collide con la corrente detta Kuroshio dando origine alla corrente del Pacifico settentrionale.
La Oyashio deve il suo nome al fatto di essere particolarmente ricca di microscopici organismi che fungono da cibo per moltissime creature marine, essa è quindi metaforicamente vista come un genitore (親?, oya) che provvede a nutrire i suoi figli.

## Impatto sul clima
La corrente ha un impatto piuttosto importante sul clima dell'estremo oriente russo, in particolar modo per quanto riguarda la penisola della Kamčatka e la penisola dei Ciukci, dove il limite settentrionale di crescita degli alberi è spostato verso sud di oltre dieci gradi rispetto alla latitudine di tale limite nell'entroterra siberiano.
Le acque della Oyashio sono probabilmente le più pescose del mondo a causa dell'elevata concentrazione di nutrienti presente nelle acque fredde e della grande altezza dell'onda di marea, che in alcune aree raggiunge i dieci metri, che contribuisce anch'essa all'abbondanza di nutrienti. Tuttavia, la fredda corrente è anche causa del fatto che quello della città di Vladivostok sia il porto più meridionale del mondo a ghiacciare stagionalmente ed a dover utilizzare navi rompighiaccio per poter rimanere aperto in inverno. Quest'ultimo fatto non ha comunque un effetto rilevante sul rendimento della pesca nel mare di Ochotsk, dato che, proprio grazie all'ampiezza dell'onda di marea, le zone aperte di questo mare ghiacciano difficilmente.
Durante le ere glaciali, dato che il basso livello del mare aveva portato all'affioramento di un ponte di terra nello stretto di Bering, la corrente non aveva la possibilità di raggiungere le regioni oggi toccate dalla Oyashio. Ciò fece sì che il raffreddamento di queste aree durante tali periodi fosse inferiore rispetto a quello di altre zone del pianeta poste alla stessa latitudine e permise quindi alle regioni di Tōhoku e di Hokkaidō, le uniche aree dell'Asia orientale con precipitazioni nevose sufficienti a poter formare ghiacciai, di non essere coperte dal ghiaccio se non alle altitudini più elevate, in un periodo in cui l'Europa e l'America settentrionale erano invece per la maggior parte ghiacciate. Tale mancanza di glaciazione spiega perché, sebbene il clima di queste regioni sia oggi più freddo rispetto a quello della maggior parte dell'Europa, in Asia orientale sia ancora presente il 96% dei generi arborei lì presenti nel Pliocene mentre in Europa tale percentuale sia solo del 27%.